# ويليام إليوت (دراج)
ويليام إليوت (بالفرنسية: William Elliott)‏ (و. 1995  م) هو دراج راكب دراجة هوائية كندي.

## سباقات أو مراحل فاز بها
| التاريخ | السباق | المركز |
| ------- | ------ | ------ |

## روابط خارجية
- ويليام إليوت على موقع أرشيف الدراجات (الإنجليزية)
- ويليام إليوت على موقع إحصائيات الدراجات الإحترافية (الإنجليزية)
- ويليام إليوت على موقع نسبة الدراجات (الإنجليزية)